# Elasmosaurus
Az Elasmosaurus a hüllők (Reptilia) osztályának plezioszauruszok (Plesiosauria) rendjébe, ezen belül az Elasmosauridae családjába tartozó fosszilis nem.

## Tudnivalók
Manapság csak egy faját ismerik el, az Elasmosaurus platyurus-t, melyet 1868-ban Edward Drinker Cope amerikai őslénykutató és összehasonlító anatómus írt le, illetve nevezett meg. Ez a típuspéldány az ANSP 10081 raktárszámot viseli. Korábban egyéb Elasmosaurus-fajokat is számontartottak, azonban azokból egyeseket átsoroltak más nemekbe, vagy pedig kétséges fajokká váltak.
Az Elasmosaurus a késő kréta korban, körülbelül 80,5-72,1 millió évvel ezelőtt élt.
Az állat feje mintegy 60-70 centiméter, hossza összesen 10,3 méter lehetett; ebből a nyak 710 centimétert tett ki. Tehát a nyak, a 72 csigolyával kitette az állat hosszának több mint a felét. A felső állcsontján 14, míg az állkapcsán 19 fog ült. Az Elasmosaurus úszáskor négy hatalmas úszóját használta.
Az állat ügyes vadász volt, hosszú nyakát arra használta, hogy hozzáférjen a zsákmányához anélkül, hogy az észrevegye. Fejét oldalirányba mozgatva könnyen elkapta áldozatát. Fejének kis mérete szabta meg a zsákmány nagyságát. Tápláléka halakból és fejlábúakból állt.
Az Elasmosaurus egész életét a vízben töltötte, gyakran a partok mentén, halrajok után kutatva. Időnként lemerült a tenger fenékre, hogy kerek köveket nyeljen le. A kövek segítették az emésztést és nehezéket is biztosítottak.
A hatalmas vízihüllő nagy távolságokat tett meg párkeresésekor és a párzási hely eléréséhez. Bizonyítékok vannak rá, hogy az állat elevenen szülte kicsinyeit.

## Lelőhelyek
Elasmosaurus maradványokat találtak Észak-Amerika területén. Az első Elasmosaurust Kansas államban találták meg.

## Fordítás
Ez a szócikk részben vagy egészben  az   Elasmosaurus című angol Wikipédia-szócikk ezen változatának fordításán alapul.  Az eredeti cikk szerkesztőit annak laptörténete sorolja fel. Ez a jelzés csupán a megfogalmazás eredetét és a szerzői jogokat jelzi, nem szolgál a cikkben szereplő információk forrásmegjelöléseként.